# Ulaş, Çorlu
Ulaş là một thị trấn thuộc huyện Çorlu, tỉnh Tekirdağ, Thổ Nhĩ Kỳ. Dân số thời điểm năm 2011 là 5.517 người.